# Yèvre (Auve)
Die Yèvre ist ein kleiner Fluss in Frankreich, der im Département Marne in der Region Grand Est verläuft. Sie entspringt unter dem Namen Presle im Gemeindegebiet von Somme-Yèvre, entwässert generell Richtung Nordnordost und mündet nach rund 17 Kilometern knapp am Berührungspunkt der Gemeinden Voilemont, Gizaucourt, Valmy und Dommartin-Dampierre als rechter Nebenfluss in die Auve. In ihrem Mittelteil quert die Yèvre die Hochgeschwindigkeits-Bahnstrecke LGV Est européenne.

## Orte am Fluss
(Reihenfolge in Fließrichtung)
- Somme-Yèvre
- Varimont, Gemeinde Dommartin-Varimont
- Dommartin-sur-Yèvre, Gemeinde Dommartin-Varimont
- Dampierre-le-Château
- Rapsécourt
- Voilemont
- Maupertuis, Gemeinde Voilemont